# Fiori musicali

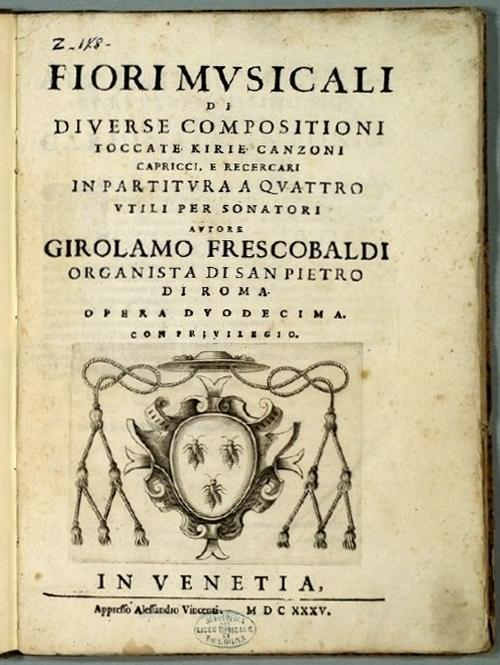
Frontespizio della prima edizione dei Fiori musicali.

Con Fiori musicali si intende una raccolta di brani liturgici per organo di Girolamo Frescobaldi, pubblicata la prima volta nel 1635 e contenente tre messe e due capricci secolari. Riconosciuta come uno dei migliori lavori di Frescobaldi, l'opera influenzò vari compositori per almeno due secoli.
Johann Sebastian Bach fu tra i suoi ammiratori e parti di essa sono stati inseriti nel celebre Gradus ad Parnassum, celebre trattato del 1725 di Johann Joseph Fux, in uso fino al XIX secolo.

## Storia
I Fiori musicali vennero pubblicati la prima volta a Venezia nel 1635, quando Frescobaldi lavorava come organista presso la basilica di San Pietro in Vaticano sotto la protezione di papa Urbano VIII e di suo nipote, il cardinale Francesco Barberini. L'opera potrebbe essere stata concepita come musica per la basilica di San Marco a Venezia o per altre chiese importanti.
La collezione venne stampata da Alessandro Vincenti e dedicata al cardinale Antonio Barberini, fratello minore di Francesco. Il titolo completo del lavoro di Frescobaldi è Fiori musicali di diverse compositioni, toccate, kyrie, canzone, capricci, e recercari, in partitura a quattro utili per sonatori. Il nome Fiori musicali non era raro nei primi anni del XVII secolo e venne utilizzato anche da compositori come Felice Anerio, Antonio Brunelli, Ercole Porta, Orazio Tarditi e altri.
Prima dei Fiori musicali Frescobaldi pubblicò raramente musica liturgica. Essa apparve soltanto una volta, nel secondo libro di toccate del 1627, mentre tutte le altre collezioni di musica per tastiera del compositore sono invece incentrate su diversi generi secolari (canzone, capricci, toccate e variazioni). Alcuni esempi italiani di opere simili a quella di Frescobaldi, risalenti ai primi anni del XVII secolo, comprendono l'edizione del 1622 de L'organo sonarino di Adriano Banchieri (una messa) e Choro et organo di Bernardino Bottazzi del 1614 (tre messe e versetti vari). In Francia, Jean Titelouze pubblicò raccolte di musica liturgica nel 1624 e nel 1626. Dopo Frescobaldi apparvero diverse altre collezioni: Ricercari [...] e versi per rispondere nelle messe di Giovanni Salvatore (1641), Frutti musicali di Antonio Croci (1642) e Annuale di Giovanni Battista Fasolo (1645). Tutte queste raccolte contengono tre messe, come l'opera di Frescobaldi.

## Struttura
La raccolta si compone di tre messe: Missa della Domenica, Missa degli Apostoli e Missa della Madonna. Ogni messa comprende una serie di pezzi da eseguire nei vari momenti della liturgia. La struttura complessiva dei Fiori musicali è la seguente:
| Sezioni                    | Missa della Domenica                          | Missa degli Apostoli                                                                 | Missa della Madonna                                             |
| -------------------------- | --------------------------------------------- | ------------------------------------------------------------------------------------ | --------------------------------------------------------------- |
| avanti la Messa            | Toccata                                       | Toccata                                                                              | Toccata                                                         |
| Kyrie, Christe             | 12 versetti                                   | 8 versetti                                                                           | 6 versetti                                                      |
| dopo l'epistola (graduale) | Canzona                                       | Canzona                                                                              | Canzona                                                         |
| dopo il Credo (offertorio) | Ricercare                                     | Toccata e ricercare (Recercar chromaticho post il Credo), ricercare (Altro recercar) | Ricercare, toccata e ricercare (Recercar con obligo di cantare) |
| per l'Elevazione           | Toccata (Toccata cromaticha per le Levatione) | Toccata, ricercare (Recercar con obligo del Basso come apare)                        | Toccata                                                         |
| post il Communio           | Canzona                                       | Canzona (Canzon quarti toni)                                                         |                                                                 |

Le messe sono seguite da due capricci su melodie secolari, la Bergamasca e la Girolmeta (Capriccio sopra la Girolmeta). Non è chiaro che ruolo abbiano questi due pezzi nella liturgia, né per quale motivo siano presenti nei Fiori musicali.
I versetti del Kyrie e del Christe sono impostati su melodie gregoriane: le tre messe, rispettivamente, usano le melodie della Messa XI (Kyrie orbis factor), Messa IV (Cunctipotens genitor) e Messa IX (Cum iubilo). 
Le toccate dei Fiori musicali sono molto diverse dallo stile usuale delle toccate di Frescobaldi e presentano numerose sezioni contrastanti: avanti la Messa e avanti il Recercar sono miniature introduttive, mentre le toccate per l'elevazione sono pezzi lunghi, noti per il loro appassionato misticismo.
I ricercari sono alcuni dei pezzi più complessi della collezione. Tre ricercari, quello della prima messa, il Recercar Cromaticho della seconda messa e il primo ricercare della terza sono ricercari con variazioni, ossia l'unico tema è accompagnato da diversi contrappunti in varie sezioni. L'Altro recercar della seconda messa ha tre soggetti, presentati in sezioni separate e combinate nella parte finale del pezzo. L'ultimo ricercare della raccolta, il Recercar con obligo di cantare della terza messa, è simile ma è costituito solo su due soggetti. Il pezzo è famoso per l'indicazione di Frescobaldi agli esecutori: il compositore fornisce una breve melodia da cantare come quinta voce in alcuni punti chiave durante il ricercare, e questi punti devono essere trovati dall'esecutore. Sono presenti inoltre osservazioni di Frescobaldi nella partitura, come "Intendami chi può che m'intend' io". Infine, il Recercar con obligo del Basso come apare è costruito sopra un unico soggetto, ma è particolarmente importante per via della sua estesa gamma tonale, piuttosto rara per il periodo. Il soggetto, infatti, appare sempre trasposto: prima da do a mi, seguendo il circolo delle quinte, poi di nuovo al do (omettendo il la), poi in discesa, di nuovo seguendo il circolo delle quinte, a mi♭, e infine nuovamente al do (omettendo il si♭).
Le canzone dei Fiori musicali sono simili a esempi precedenti di Frescobaldi, anche se l'elemento libero, toccatistico, è meno pronunciato. Sono tutte in forma di variazione, vale a dire pezzi in cui un singolo tema viene trattato con diversi contrappunti; l'ultima canzona comincia a due voci. 
La Bergamasca è uno dei pezzi forti della collezione: ci sono sette sezioni con quattro temi diversi, tutti derivati dal tema principale. Nella partitura, il compositore scrisse: "Chi questa Bergamasca sonerà non pocho imparerà". Il Capriccio sopra la Girolmeta è anch'esso a sezioni; qui Frescobaldi compose i due soggetti su melodie popolari.

## Influenze
I Fiori musicali sono una delle raccolte più influenti nella storia della musica europea. Il suo contenuto ispirò collezioni di musica sacra di autori italiani (Salvatore, Croci e Fasolo) e influenzò opere come la Operum musicorum secundum di Sebastian Anton Scherer, pubblicata nel 1664. Sempre nel 1664 Bernardo Storace utilizzò un tema dal Ricercare con l'obbligo di cantare la quinta parte senza tocarla di Frescobaldi in una sua fuga tripla.
Altre parti di Frescobaldi vennero utilizzate da Johann Caspar Kerll nella sua Modulatio organica del 1683. I Fiori musicali vennero studiati anche da Henry Purcell e da Johann Sebastian Bach (quest'ultimo copiò l'intera opera per uso personale).
Altri, come Carl Philipp Emanuel Bach, Johann Kirnberger e Johann Nikolaus Forkel, conoscevano e stimavano i Fiori musicali. Jan Dismas Zelenka arrangiò alcune parti dell'opera per orchestra e utilizzò il Recercar con obligo del Basso come appare nel suo Miserere. Anton Reicha incluse una fuga su un tema dei Fiori musicali nel suo 36 fughe del 1803. I pezzi dai Fiori musicali vennero inoltre utilizzati come modelli di stile severo nel trattato del 1725 Gradus ad Parnassum di Johann Joseph Fux.